# خطابات فولوديمير زيلينسكي خلال الغزو الروسي لأوكرانيا 2022

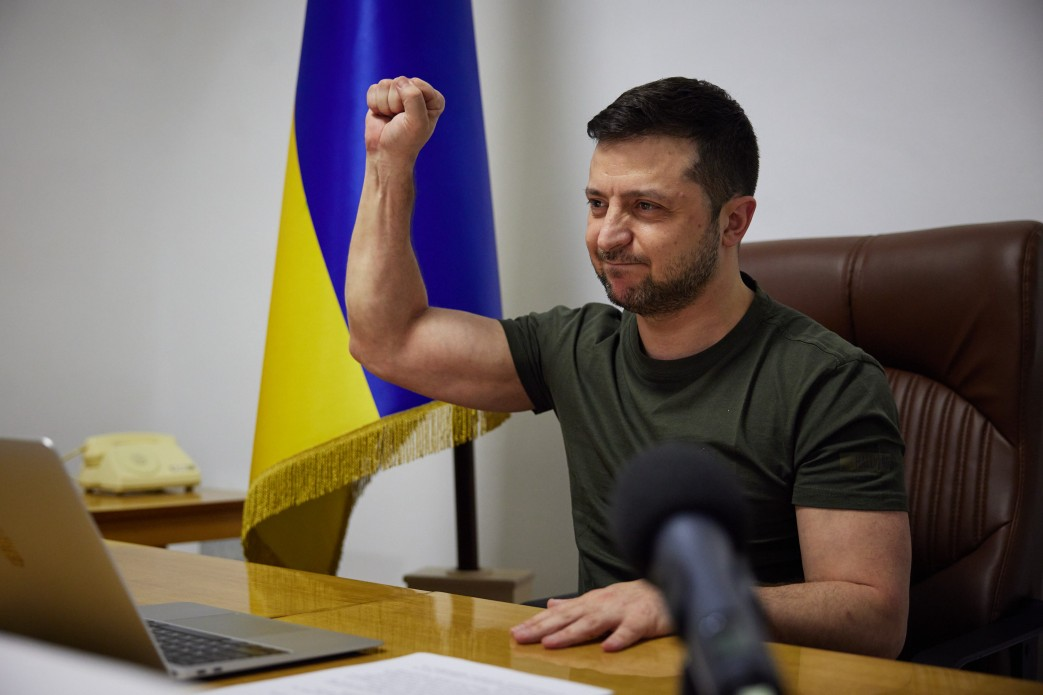
زيلينسكي مخاطبا البرلمان البريطاني في 8 مارس 2022.

ألقى الرئيس الأوكراني فولوديمير زيلينسكي عددًا من الخطابات بصيغ متعددة، على وسائل التواصل الاجتماعي وأمام الهيئات التشريعية الأجنبية، خلال الغزو الروسي لأوكرانيا الذي بدأ في 24 فبراير 2022. حظيت خطاباته باهتمام كبير، إذ أشار عدد من المعلقين إلى تأثيرها الإيجابي على الروح المعنوية الأوكرانية وعلى الدعم الدولي للمقاومة الأوكرانية للغزو.

## مقاطع الفيديو على وسائل التواصل الاجتماعي
أُثيرت في اليوم الثاني من الغزو في 25 فبراير مخاوف بشأن مكان وجوده بعد أن غاب عن مكالمة هاتفية كانت مقررة مع رئيس الوزراء الإيطالي ماريو دراجي. لكنه نشر في وقت لاحق من ذلك اليوم مقطع فيديو ظهر فيه محاطًا بعدد من المستشارين أمام قصر ماريانسكي وسط كييف. ألقى في الفيديو خطابًا قصيرًا قال فيه «نحن هنا» و«نحن ندافع عن استقلالنا ودولتنا وسنواصل ذلك». نشر في وقت لاحق من ذلك اليوم أيضًا مقطع فيديو آخر ألقى من خلاله خطابًا قصيرًا تناول الهجوم الروسي على كييف، وحث سكان كييف على المقاومة «بأي طريقة ممكنة». عقد زيلينسكي في 24 فبراير مؤتمرًا عبر الهاتف مع قادة الاتحاد الأوروبي.
نشر في 26 فبراير خطابًا قصيرًا يحذر فيه من المعلومات المضللة التي تقول أنه فر من كييف. أعلن في اليوم نفسه أنه رفض عرضًا من الولايات المتحدة لإجلائه من المدينة، قائلًا إن «المعركة هنا. أحتاج إلى الذخيرة، وليس إلى وسيلة نقل».

## الخطابات الموجهة إلى الهيئات التشريعية الأجنبية
ألقى زيلينسكي في مارس 2022 سلسلة من الخطابات الموجهة إلى الهيئات التشريعية للدول الأخرى بشأن الغزو.
خاطب البرلمان البريطاني (مجلس العموم) في 8 مارس: ثلاثة عشر يومًا من النضال.
خاطب برلمان كندا افتراضيًا في 15 مارس، وهو ثالث رئيس أوكراني يلقي خطابًا أمام البرلمان الكندي بعد بترو بوروشنكو في 2014 وفيكتور يوشتشينكو في 2008. بعد الخطاب، أدلى رؤساء مجلسي العموم والشيوخ، فضلًا عن قادة الأحزاب السياسية الممثلة في مجلس العموم، بيانات حول الخطاب، وأعربوا جميعًا عن دعمهم لزيلينسكي.
خاطب كونغرس الولايات المتحدة في 16 مارس. صرح الرئيس الأمريكي جو بايدن بعد الخطاب بأن الولايات المتحدة ستقدم لأوكرانيا 800 مليون دولار إضافية من المساعدات العسكرية، وقال إنه يعتبر بوتين «مجرم حرب»، وهي المرة الأولى التي يتهم فيها بايدن الحكومة الروسية بشكل رسمي بارتكاب جرائم حرب في الغزو.
خاطب البرلمان الألماني في 17 مارس. ذكر في خطابه أن ألمانيا حاولت استرضاء روسيا في 2010، وخاصة عبر الصفقات التجارية مثل نورد ستريم 2، وأنها فشلت في مسؤوليتها التاريخية بعد الهولوكوست. ذكر أيضًا جدار برلين، مشيرًا إلى أن هناك جدارًا جديدًا «في وسط أوروبا بين الحرية وانعدامها. وأن هذا الجدار يزداد طولًا مع كل قنبلة تسقط على أوكرانيا». مع ذلك، لم يحدد البرلمان الألماني وقتًا ضمن جدول أعماله في ذلك اليوم لمناقشة الخطاب بعد انتهائه.
خاطب الكنيست الإسرائيلي في 20 مارس. خاطب البرلمان الإيطالي في 22 مارس.
خاطب البرلمان الياباني وأعضاء البرلمان الفرنسيين في 23 مارس.
خاطب البرلمان السويدي في 24 مارس، وخاطب البرلمان النرويجي في 30 مارس.
خاطب مجلس النواب الهولندي في 31 مارس. طلب منهم إيقاف التجارة مع روسيا بما في ذلك مقاطعة الغاز الروسي وطلب المزيد من الأسلحة. أشاد جميع أعضاء البرلمان تقريبًا بخطاب زيلينسكي، وذكروا كلمات مثل «مثير للإعجاب» و«لحظة تاريخية». خاطب أيضًا برلمان أستراليا في ذلك اليوم، طالبًا مركبات التنقل المحمية بوشماستر وغيرها من الأسلحة، وخاطب أيضًا برلمان بلجيكا.
خاطب زيلينسكي برلمان رومانيا في 4 أبريل. تحدث في برلمان إسبانيا في 5 أبريل.
تحدث زيلينسكي إلى برلمان أيرلندا أويرياشتاس في 6 أبريل.
خاطب مجلس النواب القبرصي وبرلمان اليونان في 7 أبريل. خاطب برلمان فنلندا في 8 أبريل.
خاطب الجمعية الوطنية لجمهورية كوريا في 11 أبريل. خاطب البرلمان الليتواني في 12 أبريل. خاطب برلمان إستونيا في 13 أبريل.
خاطب برلمان البرتغال في 21 أبريل.
خاطب ألثينغي آيسلندا في 6 مايو.
خاطب برلمان الجمهورية التشيكية في 15 يونيو.
خاطب برلمان سلوفينيا في 8 يوليو.

## خطابات أخرى
ألقى كلمة أمام مؤتمر قمة حلف شمال الأطلسي في 24 مارس.
ظهر في حفل توزيع جوائز الغرامي السنوي ال 64 في خطاب مسجل مسبقًا في 3 أبريل.
ألقى خطابًا في اجتماع المائدة المستديرة الوزاري للبنك الدولي دعمًا لأوكرانيا في 21 أبريل.
استمر في إلقاء خطابات عبر الفيديو في مهرجان البندقية السينمائي ومنتدى 2000 ومنتدى أمبروسيتي ومنتدى بليد الاستراتيجي.
خاطب زيلينسكي الجامعات الأسترالية في جلسة استضافتها الجامعة الوطنية الأسترالية في 3 أغسطس.

### مقابلات إعلامية
اقتيد صحفيون من سي إن إن ورويترز في 1 مارس في شاحنة إلى «مكتب إداري غير موصوف يعود إلى الحقبة السوفيتية» في كييف. كان هناك جنود بكامل عتادهم في كل مكان. وكانت أكياس الرمل مرئية ونُقلت الرموز الأوكرانية إلى مكان أقرب. ظهر زيلينسكي ورحب بالصحفيين وصافحهم بإيجابية. ودعا في المقابلة رئيس الولايات المتحدة جو بايدن إلى معالجة الوضع، قائلًا إنه لم يتضح بعد فيما إذا كانت المحادثات مضيعة للوقت. جرى الحديث عن المقاومة الأوكرانية بصيغة الانتصار وميزة القتال على أرضهم.
قال زيلينسكي لمجلة فايس في 10 مارس على خلفية المحادثات الفاشلة إن الحوار مع بوتين هو السبيل الوحيد للمضي قدمًا وأنه واثق أن المحادثات ستنجح في نهاية المطاف. صرح قبل ذلك بيومين في مقابلة مع شبكة إيه بي سي نيوز بأنه لن يسعى بعد الآن للحصول على عضوية في حلف شمال الأطلسي، وأنه سينظر في «حل وسط» فيما يتعلق بدونيتسك ولوهانسك، وخاطب الشعب الأمريكي مباشرة.
قال زيلينسكي في 7 أبريل، بصرف النظر عن تعليقه على الوضع على الأرض، لقناة ريبابليك تيفي إن العقوبات يجب أن تعمل مثل الأسلحة النووية. قال إنه لا ينبغي للدول أن تتظاهر بدعم أوكرانيا وتحافظ على علاقات اقتصادية مع العدو في الوقت نفسه. فيما يتعلق بالهند، أجاب بأن الهند تجد صعوبة في الحفاظ على التوازن وأن علاقة الهند كانت مع السوفييت لا مع الروس. وذُكرت ضمانات أمنية خلال المقابلة التي استغرقت 60 دقيقة.

#### روسيا
نشرت كل من ميدوزا ودوزد وكوميرسانت مقابلة فيديو مع زيلينسكي في 27 مارس 2022، إلى جانب نص المقابلة. قبل دقائق قليلة من نشر المقابلة، أمرت الدائرة الاتحادية لرقابة الاتصالات الروسية وسائل الإعلام بعدم نشرها. كان المحاورون إيفان كولباكوف من ميدوزا وتيخون دزيادكو من دوزد وميخائيل زيغار والحائز على جائزة نوبل للسلام في 2021 ديمتري موراتوف من نوفايا جازيتا (بشكل غير مباشر) وفلاديمير سولوفيوف من كوميرسانت. تحدث زيلينسكي باللغة الروسية.
تحدث إلى ميديازونا في 21 أبريل.

### المنشورات
أُعلن في خريف 2022 أن زيلينسكي سينشر كتابًا بعنوان رسالة من أوكرانيا، يتضمن مجموعة من 16 من خطاباته في زمن الحرب وستذهب عائداته إلى يونايتد 24.

## المميزات

### اللغة
استخدم زيلينسكي اللغات الأوكرانية والروسية والإنجليزية في خطاباته واتصالاته.
خاطب زيلينسكي البرلمان الياباني في 23 مارس. بعد أسبوع من ذلك، أصدرت اليابان ترجمة صوتية لخطابه بتغيير لغوي يتعلق بكلمة «أوكرانيا».